# 菜棕
菜棕（学名：Sabal palmetto）为棕榈科菜棕属下的一个种。

## 扩展阅读
- 維基物種上的相關：菜棕